# 萨西诺罗
萨西诺罗（義大利語：Sassinoro），是意大利贝内文托省的一个市镇。总面积13.2平方公里，人口605人，人口密度45.8人/平方公里（2009年）。ISTAT代码为062072。